# Stanisław Runowski
Stanisław Runowski herbu Dryja (zm. przed 12 grudnia 1642 roku) – sędzia chełmski od 1631 roku, podsędek chełmski w latach 1622-1631,
Był członkiem konfederacji generalnej zawiązanej 16 lipca 1632 roku. Poseł na sejm konwokacyjny 1632 roku z ziemi chełmskiej. 